# König Friedrich

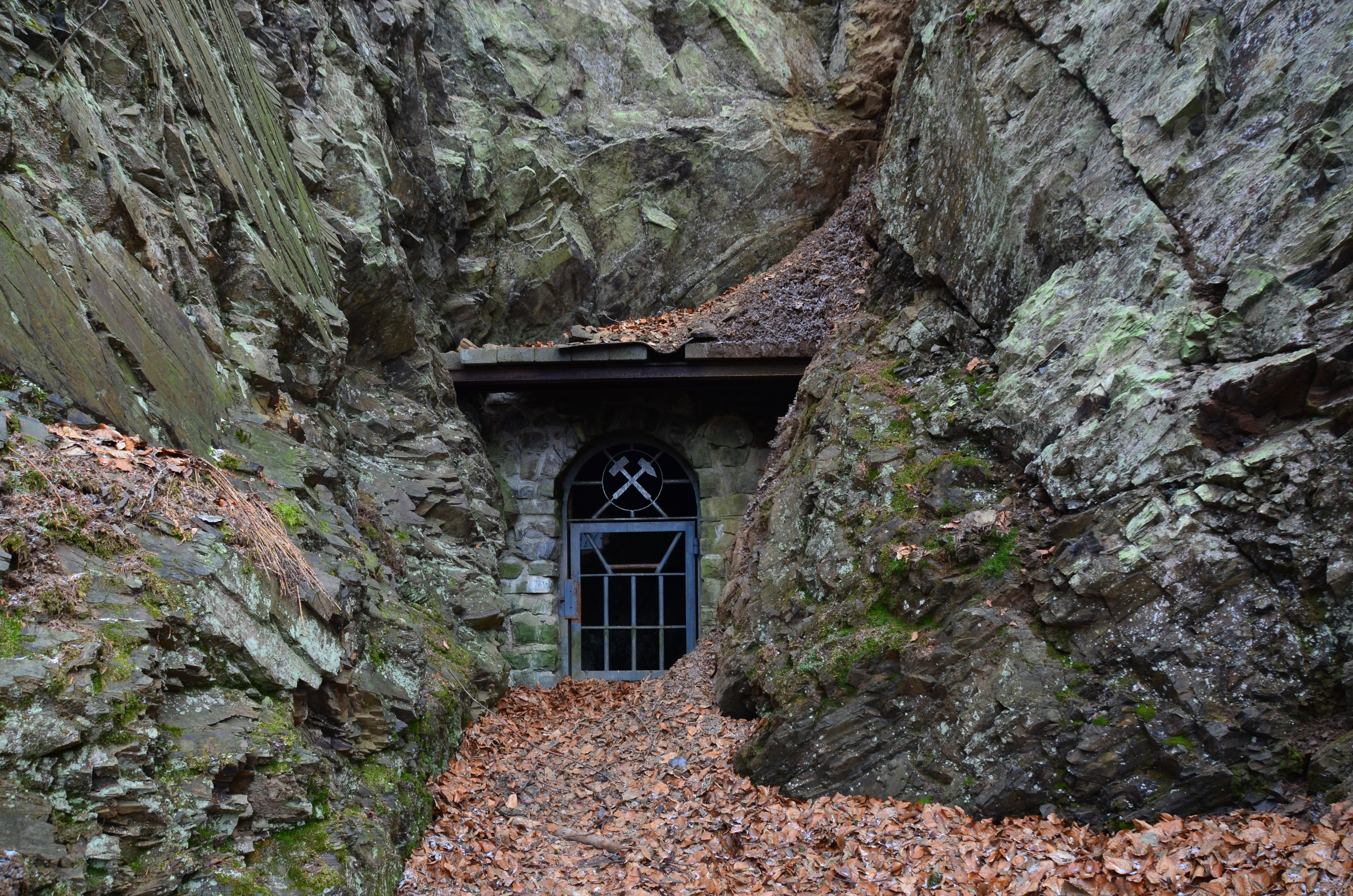
Mundloch des Stollens König Friedrich, 2017

König Friedrich ist eine stillgelegte Grubenanlage in der Montanregion Harz. Sie liegt am Beerberg, westlich des Stadtteils Hasserode von Wernigerode in Sachsen-Anhalt. Die Außenanlage bildet heute einen Teil des naturkundlich-geologischen Lehrpfades. Der Stollen dient heute als Fledermausquartier.

## Geschichtliches
Der gräflich-stolberg-wernigerödische Bergrat Christoph Friedrich Jasche aus Ilsenburg war einer der Ersten, die die bergbauliche Vergangenheit des Bergbaureviers Hasserode wissenschaftlich untersuchten. Das genaue Jahr der Mutung ist nicht bekannt. Der Stollen wurde ca. 200 Meter im Gebirge des nordwestlichen Beerbergs aufgefahren. Da die Namensgebung mit König Friedrich II. von Preußen in Zusammenhang gebracht wird, ist eine Mutung im 18. Jahrhundert zu vermuten.